# Hans Widmer
Hans Widmer (1947), conhecido pelo pseudônimo P.M., é um autor suíço responsável pelos livros Bolo'bolo de 1983 e Akiba de 2007. Sua obra permanece estreitamente relacionada as correntes de ação e filosofia anarquista e anticapitalista, com propostas de transformação relacionadas em grande medida ao comunalismo experimental.

## Bolo'bolo

Símbolo equivalente ao conceito de bolo

Bolo'bolo tem como fundamento a ideia de superação do sistema capitalista em prol do surgimento de redes de socialidade descentralizada difundidas e propagadas por comunidades autônomas libertárias (os chamados bolos) definidas por gostos, estilos de vida e afinidades partilhadas por seus membros. Nesta mesma obra P.M. apresenta um conjunto de referenciais simbólicos criados tal qual uma linguagem planejada incipiente (asa'pili) com vistas para transformação social, termos e preceitos a serem partilhados por uma possível "comunidade global de comunidades" (ou bolo'bolo).
Publicado originalmente em alemão pela editora  suíça Paranoia City, Bolo'bolo foi traduzido para o francês, italiano espanhol e russo, tendo uma versão em português publicada no Brasil pela editora Deriva e uma versão em inglês publicada nos Estados Unidos pela editora Autonomedia. Trata-se de uma obra livre de licença autoral.

## Obra
- 1980: Weltgeist Superstar ISBN 3878771401
- 1982: Tripura Transfer ISBN 387877172X
- 1983: bolo'bolo (8th ed. 2003)  ISBN 3-907522-01-x; Edição inglesa ISBN 0-936756-08-X
- 1989: Amberland ISBN 3-907522-05-2
- 1991: Olten - alles aussteigen (Segunda edição 1995)  ISBN 3-907522-08-7
- 1992: Europa
- 1994: Lego
- 1996: Die Schrecken des Jahres 1000, Rotpunktverlag ISBN 3-85869-128-9
- 1997: Kumbi. Die Schrecken des Jahres 1000, Band 2 Rotpunktverlag ISBN 3-85869-139-9
- 1998: Agbala dooo!,  ISBN 3907522176
- 1999: Pukaroa. Die Schrecken des Jahres 1000, Dritter Band Rotpunktverlag ISBN 3-85869-172-0
- 2000: Subcoma, ISBN 3-907522-19-2
- 2007: AKIBA (Inglês e alemão)  ISBN 978-1-57027-194-6

- bololog ISBN 3-907522-15-X
- Europa? Aufhören! ISBN 3-907522-10-9
- Kraftwerk 1 ISBN 3-907522-14-1
- Karthago ISBN 3-907522-06-0